# Varnasøen
Varnasøen (bulgarsk: Варненско езеро, Varnensko ezero) er den volumenmæssigt største og dybeste liman eller sø langs den bulgarske Sortehavskyst, adskilt fra havet med en 2 km bred stribe sand og har et areal på 19 km², maksimal dybde 19 m og et volumen på 166 millioner m³.
Søen har en langstrakt form, dens sydlige kyster er høje, stejle og skovklædte, og den nordlige skrå. Varna-søen blev dannet i en floddal ved at hæve havniveauet nær slutningen af Pleistocæn . Dens bund er dækket af et tykt alluvium af slim og svovlbrinte-mudder i de dybeste dele; der er store forekomster af medicinsk fango (mineralsk mudder). En række floder strømmer ud i søen, herunder Devnya og Provadiyska, der udmunder nær den vestlige bred af Beloslav-søen, som er forbundet med Varna-søen.
Indtil det 20. århundrede udledtes ferskvandet fra søen i Sortehavet gennem Devnya-floden, men efter opførelsen af den moderne havn i Varna East (og den efterfølgende afvanding af floden) blev der mellem 1906 og 1909, gravet en kanal gennem sandstriben mellem hav og sø. Dette førte til at søens niveau faldt med 1,40 m og indtrængen af havvand i søen, så den blev brak.
I 1976, da en ny 12 m dyb kanal krydset af Asparuhov-broen (en) begyndte at fungere, blev søen udgravet langs udløbet. En anden sejlbar kanal mod vest fører gennem den nærliggende Beloslav-sø til havnen i Varna West og jernbanefærgeterminalen. Et par mindre specialiserede havne ligger langs Varnasøens nordkyst, især havnen i LesPort og havnen i Varnas termiske kraftværk. Industrialiseringen kom på bekostning af søens ry som en rig fiskeplads, der havde opretholdt menneskelige bosættelser i næsten 100.000 år.
Varna Necropolis (en), hvor den ældste guldskat i verden blev fundet, ligger nær nordkysten, mens byen Varna ligger ved søens østlige ende. Også langs den nordlige bred er landsbyerne Kazashko og Ezerovo, og landsbyerne Zvezditsa og Konstantinovo har udsigt over søen fra de sydlige højder.